# Собота (Лодзинське воєводство)
Собота (пол. Sobota) — село в Польщі, у гміні Беляви Ловицького повіту Лодзинського воєводства.
Населення — 471 особа (2011).
У 1975-1998 роках село належало до Скерневицького воєводства.

## Демографія
Демографічна структура станом на 31 березня 2011 року:
|          | Загалом | Допрацездатний вік | Працездатний вік | Постпрацездатний вік |
| -------- | ------- | ------------------ | ---------------- | -------------------- |
| Чоловіки | 225     | 39                 | 152              | 34                   |
| Жінки    | 246     | 32                 | 130              | 84                   |
| Разом    | 471     | 71                 | 282              | 118                  |